# 모하비 공항 및 우주항
모하비 공항 및 우주항(Mojave Air and Space Port)은 미국의 공항이자 우주항으로, 캘리포니아주 컨군 모하비에 위치해 있다.
발달한 지역의 광공업 수요를 감당하기 위한 소규모 공항으로 1935년에 개항하였다. 1942년에 미국 해병대의 기지가 되었고 1946년에는 다시 미국 해군이 인계받았다. 1961년에 공항이 컨 군에게 반환되었고 2012년에 모하비 공항 및 우주항으로 개칭되었다.
정기 여객편 또는 화물편은 취항하고 있지 않으나, 스페이스십원을 비롯한 민간 우주선이 이착륙하는 곳이며, 각종 시험 비행 및 중고 항공기의 보관 및 해체를 하는 곳으로 유명하다.
에드워즈 공군 기지가 약 20km 거리에 위치해 있다.

## 갤러리

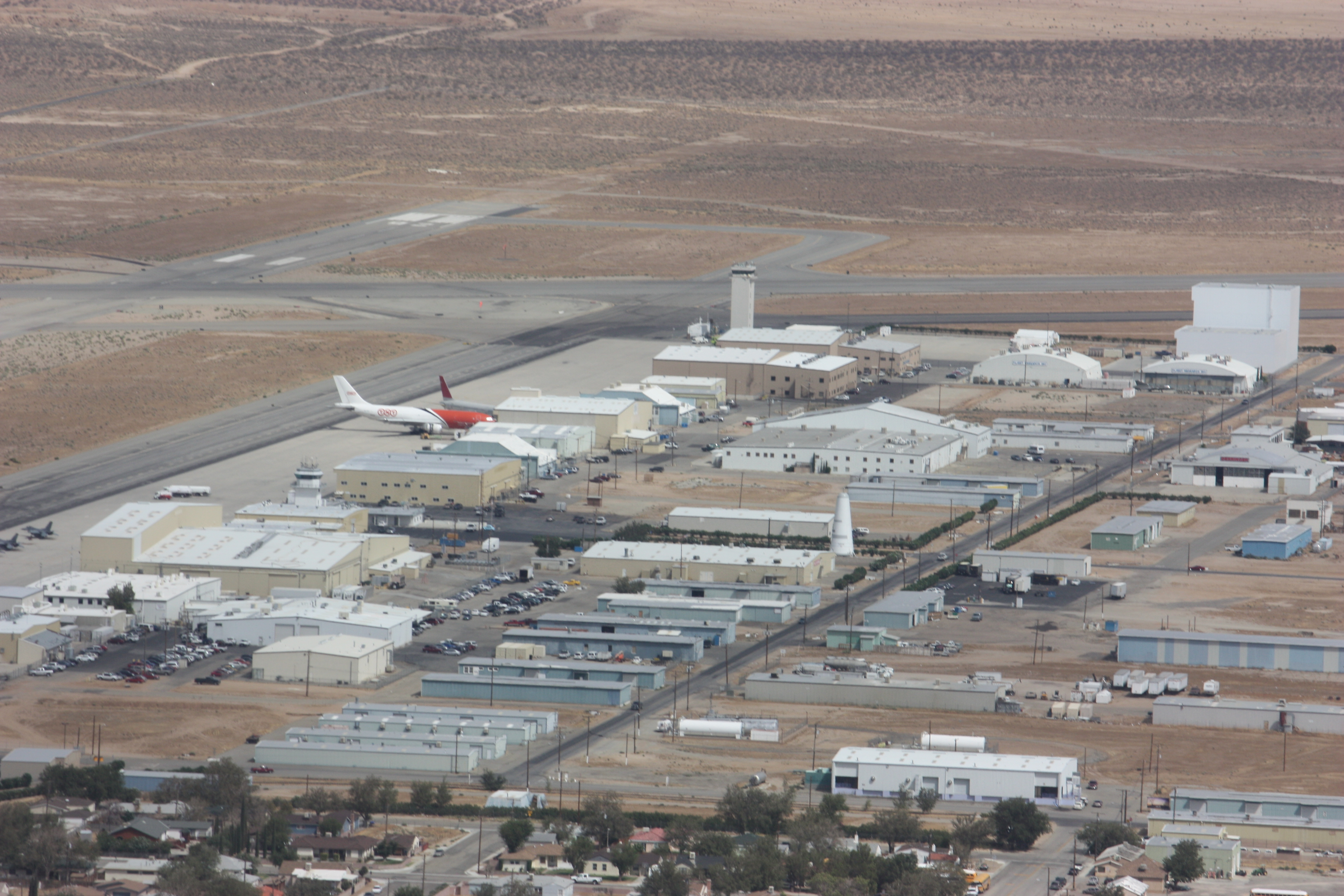
공항 전경(2009년)
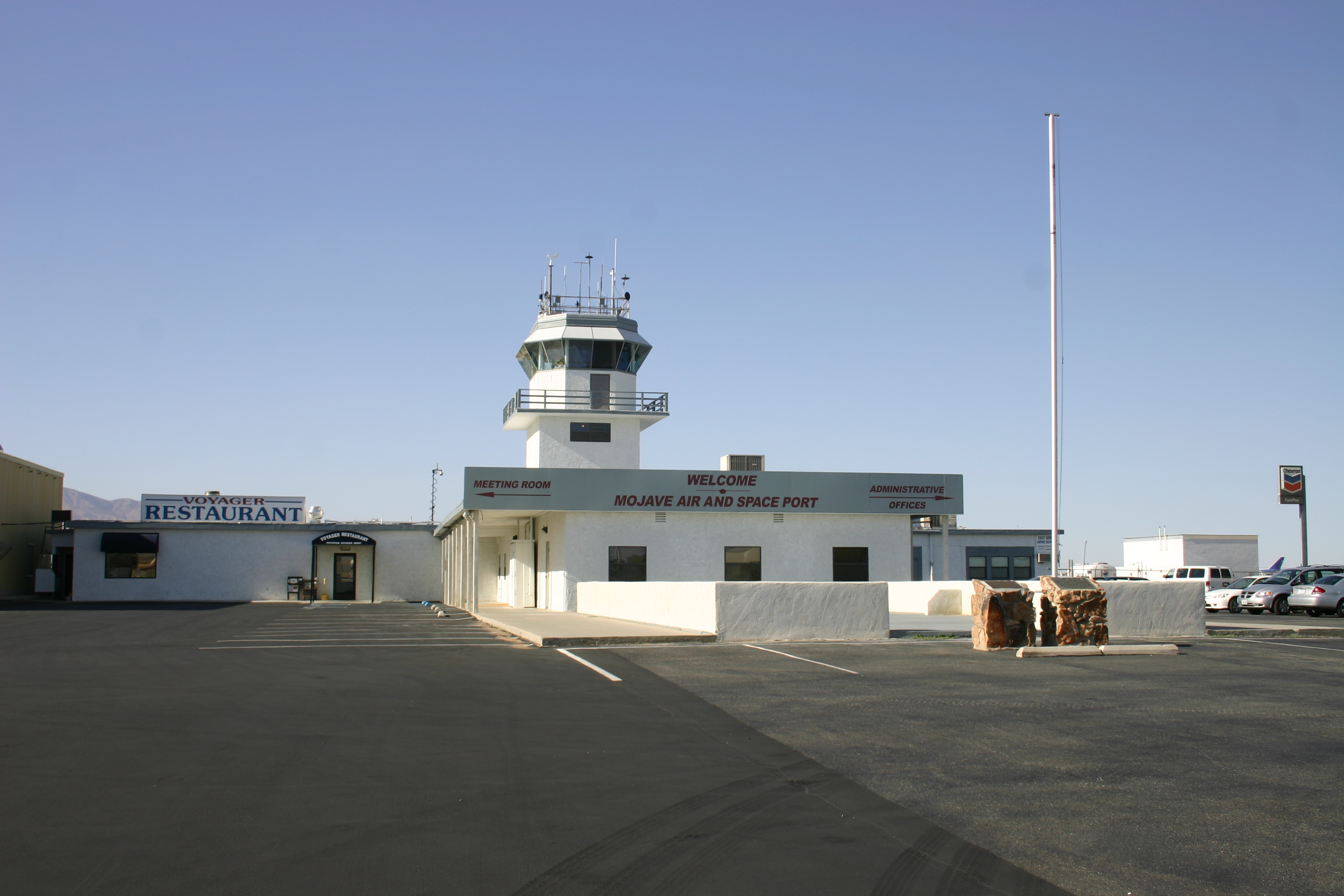
공항 청사
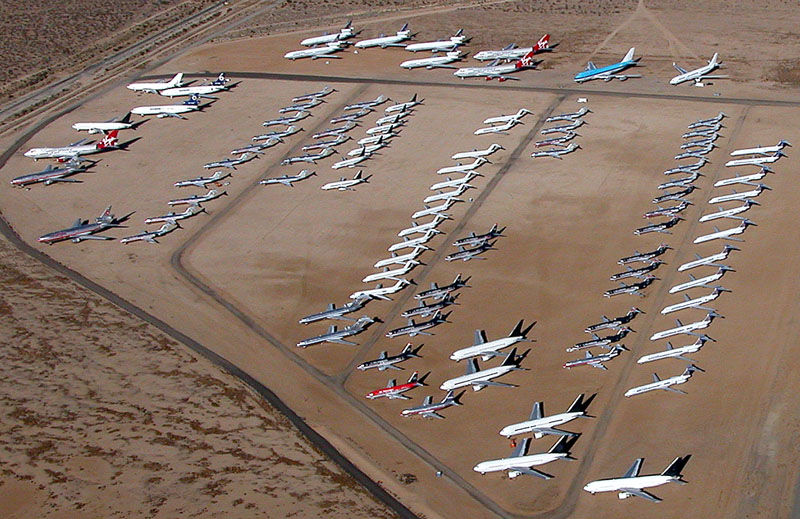
주기장
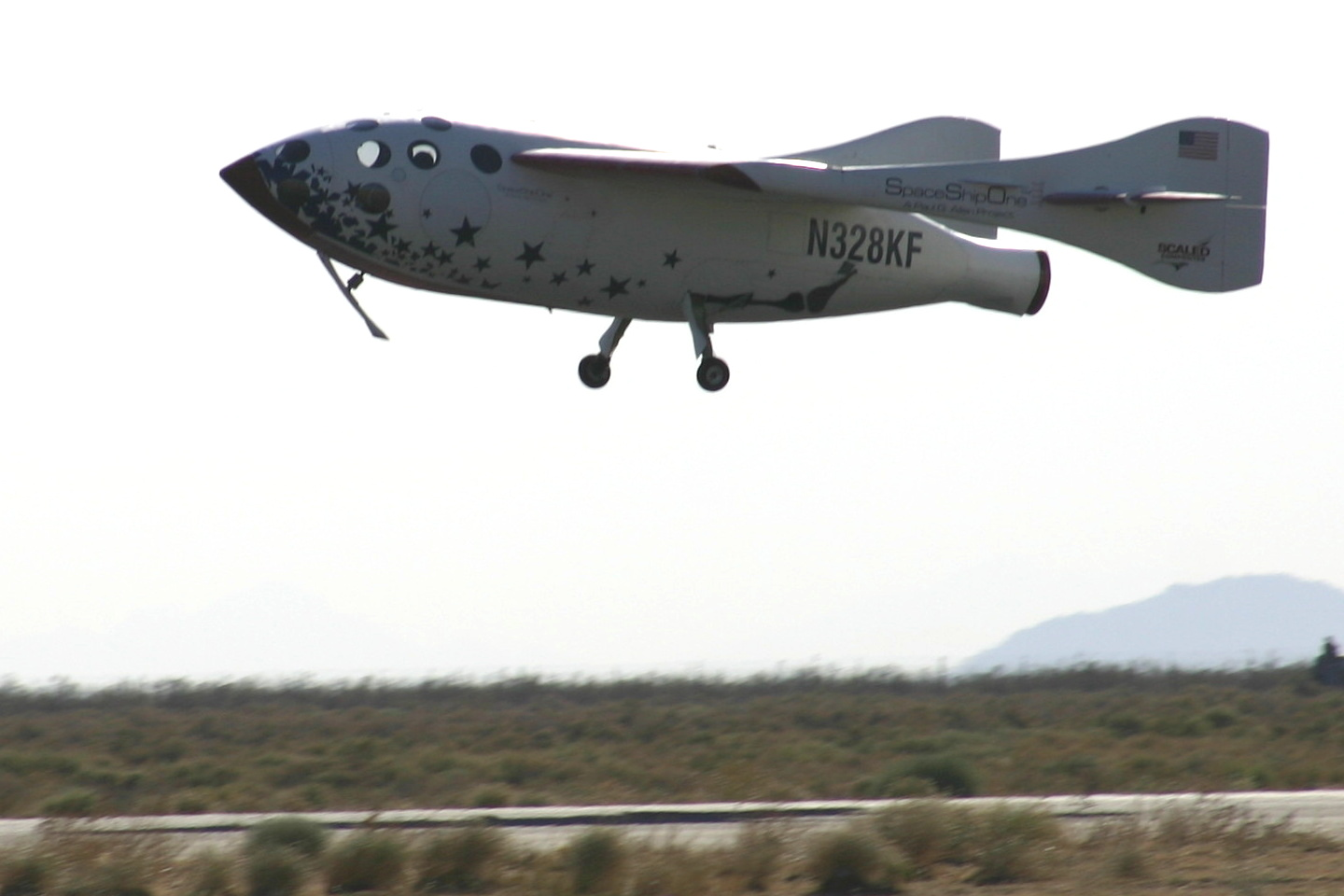
착륙 중인 스페이스십원(2004년)
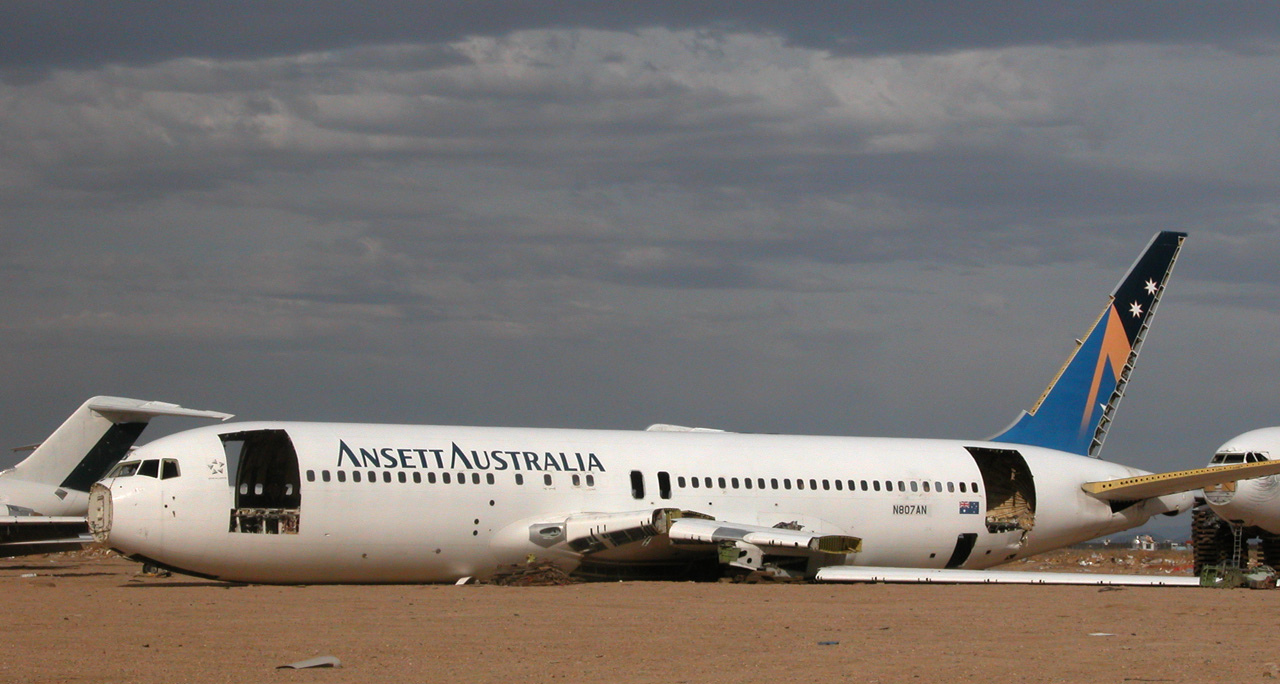
해체 중인 보잉 767

## 같이 보기
- 미국 해병대의 시설 목록